# Opposites A-Frack
Opposites A-frack é o quinto episódio da vigésima sexta temporada do seriado de animação de comédia de situação The Simpsons, sendo exibido originalmente na noite de 2 de novembro de 2014 pela Fox Broadcasting Company (FOX) nos Estados Unidos.
No episódio, Lisa traz a deputada Maxine Lombard para pôr fim a uma operação para acabar com a oposição comandada pelo Sr. Burns, mas é surpreendida quando os dois adversários políticos encontram-se atraídos um pelo outro.

## Enredo
Marge convida Patty e Selma para ficar na casa dos Simpsons, desde que não fumem; Homer instala alarmes de fumaça por toda a casa para garantir isso. Depois de uma tentativa de cigarros eletrônicos falhar, as gêmeas entram em um banheiro no andar térreo para fumar, visto que Homer esqueceu de colocar um alarme de fumaça naquele local, mas eles pegam fogo a partir da água da torneira. Marge é informada por Lisa que este é possivelmente resultado de fracking, que ela descobre que o Sr. Burns está operando. Ela chama a deputada democrata de sucesso Maxine Lombard para parar o fracking.
Burns fica furioso com Lombard e faz "tempestades" em seu escritório, mas os dois acabam tendo relações sexuais e prometem continuar seu romance, apesar de suas diferenças políticas. Ao saber que ele deve obter os direitos de exploração mineral para todos os terrenos em Springfield, a fim de retomar a sua operação de fracking, Burns dá a Homer o trabalho de comercialização para os cidadãos de Springfield. Em uma reunião da Câmara Municipal, o Professor Frink alerta os habitantes sobre a contaminação da água, mas Homer promete US$ 5.000 para cada pessoa que ceder os seus direitos de exploração mineral para Burns. Quando ele está prestes a retomar a operação, Burns descobre que Marge não deu permissão para ele, e, assim, o projeto é abandonado, enfurecendo muitos moradores que já estavam sonhando com o dinheiro. Sabendo que ele vai perder seu novo emprego, Homer está irritado com Marge, e o Sr. Burns separa-se de Lombard.
Lombard se vinga de Burns, demolindo sua mansão para usar a terra para várias causas liberais, incluindo Robert Siegel. Burns planeja uma vingança ainda maior, e retoma a operação fracking na potência máxima, causando terremotos na cidade. Marge apela para que Homer desligue a operação, e ele acende a água inflamável para queimar a planta de fracking . Ao ver que Homer e Marge podem se reconciliar apesar de suas diferenças, devido à sua paixão, Burns e Lombard voltar a ficar juntos. Durante os créditos finais, Burns e Lombard são vistos tendo uma conversa chata enquanto estavamdeitadom na cama com tablets.

## Produção
O episódio foi escrito por Valentina L. Garza e dirigido por Matthew Nastuk. Conta com duas estrelas convidadas: Jane Fonda e Robert Siegel.
Jane Fonda nunca tinha feito uma narração antes de gravar para este episódio. O produtor executivo Matt Selman disse: "Eu acho que ela estava um pouco nervosa. Eu acho que eu estava mais nervoso. Ela foi muito encorajadora de direção e da linha de leituras, e todas as coisas que famosos atores premiados com o Oscar não costumam pedir. Ela entendeu o personagem e acabou de ler cada cena perfeitamente."[carece de fontes?]